# كلية بايلور للطب
كلية بايلور للطب (بالإنجليزية: Baylor College of Medicine)‏ هي إحدى الكليات لتدريس الطب في الولايات المتحدة الأمريكية. تقع في مدينة هيوستن في ولاية تكساس الأمريكية. نوع الشهادة الطبية التي يتم تحصيلها هناك هي دكتور في الطب.

## خريجون بارزون
- روث جاكسون (1902 ـ 1994): أول امرأة في الولايات المتحدة تحصل على شهادة البورد الأمريكي لجراحة العظام، وأول امرأة تحصل على عضوية الأكاديمية الأمريكية لجراحي العظام.